# Famille Ribadeau Dumas
Pour les articles homonymes, voir Dumas.
La famille Ribadeau Dumas ou Ribadeau-Dumas, anciennement Ribadeau est une famille française.

## Histoire
Les registres de l'état civil (naissances, mariages, décès) montrent que la souche familiale prend ses origines à Nontron en Dordogne. La famille est alors propriétaire du Mas de la Roche.
- Jean Ribadeau, sieur du Mas (6 juillet 1733 à Nontron - 14 avril 1803 à Nontron), maître, procureur en février 1790. Le 8 novembre 1755 à Nontron, il épouse Dorothée Angélique Menut.
  - Pierre Ribadeau, sieur du Mas, chef de division à la préfecture de Limoges, puis chef du bureau particulier du préfet de Limoges. Le 23 décembre 1793 à Nontron, il épouse Angélique Lapouraille qui apporte 1/7 des parts du « Claud » à Saint-Martial-de-Valette, près de Nontron. Il achète à sa belle famille les autres parts et prend le titre de sieur du Claud. Sans postérité, il vend le Mas de la Roche à son neveu Emery et le Claud à son neveu Pierre Frédéric[1].
  - Léonard Frédéric Ribadeau, sieur du Mas (20 septembre 1761 à Nontron - 9 ventôse an VII (27 février 1799) à Nontron, maître, lieutenant de la Garde Nationale en juillet 1790. Le 10 février 1790 à Nontron, il épouse Anne Verneuil.
    - Jean Emery Ribadeau Dumas (10 juillet 1789 à Nontron - 10 septembre 1868 à Mont dans les Pyrénées-Atlantiques). Le 4 août 1823 à Laa-Mondrans dans les Pyrénées-Atlantiques, il épouse Charlotte Antoinette Caroline Belland.
      - Louis Dominique Achille Ribadeau Dumas, originaire du Béarn, avoué auprès de la Cour d'appel de Paris. Le 6 mai 1863 à Paris 1, il épouse Louise Marguerite Eugénie Laporte.

    - Pierre Frédéric Ribadeau Dumas (1er mai 1795 - 23 janvier 1845 à Limoges), chef de division à la préfecture de Limoges. Le 21 juin 1821 à Nontron, il épouse Marie Anne Virginia Fabre-Bernard, professeur de piano. À la suite de la mort prématurée de Pierre Frédéric en 1845, sa veuve doit vendre le Claud en 1848[1].
      - Pierre Firmin Ribadeau Dumas épouse en 1860, Marie Louise Bidault.
        - Pierre Ribadeau Dumas (20 décembre 1874 à Moulins - )[2]. Le 1er juillet 1911 dans le 18e arrondissement de Paris, il épouse Alix Céline Gentil (12 octobre 1873 à Buzançais - )[3].

## Liens de filiation entre les personnalités notoires
Les registres de l'état civil (naissances, mariages, décès) permettent d'établir la filiation suivante entre les principales personnalités de la famille.
- Louis Dominique Achille Ribadeau Dumas (1827-1894), avoué près de la cour d'appel de Paris. Le 6 mai 1863, il épouse Louise Marguerite Eugénie Laporte, à Paris 1er arrondissement[4].
  - Louis Jean Charles Ribadeau Dumas (1866-1959), avocat. Le 25 mai 1895, il épouse Madeleine Adèle Fromageot, à Paris 9e arrondissement[5].
    - François Ribadeau Dumas (1904[6]-1998[7]), auteur, conférencier, journaliste.

  - Louis Charles André Ribadeau Dumas (1871-1962) épouse le 14 avril 1901 à Paris 1, Louise Marie Camille Champetier de Ribes (1878-1980).
    - Charles Louis Marie Ribadeau Dumas (1905-1985)[8], médecin neurologue. Il épouse Arlette Vavasseur.
      - Édouard Ribadeau Dumas (1934) épouse en 1958 sa cousine Nicole Ribadeau Dumas (voir ci-dessous).
        - Olivier Ribadeau Dumas (1961), porte-parole de la Conférence des évêques de France (2015-2019), recteur du Sanctuaire de Notre-Dame de Lourdes (2019-2022), archiprêtre de la cathédrale Notre-Dame de Paris depuis 2022.

    - Maurice Louis Marie Henri Ribadeau Dumas (1908-2008)[9], avoué. Il épouse Marguerite Nantas.
      - Nicole Ribadeau Dumas (1935) épouse son cousin Édouard Ribadeau Dumas (voir ci-dessus).
      - Bernard Ribadeau Dumas (1940), avocat[10]. Il épouse Brigitte Cedié[10].
        - Benoît Ribadeau-Dumas (1972), haut fonctionnaire, directeur de cabinet du Premier ministre (2017-2020), industriel.

    - Roger Ribadeau Dumas (1910-1982), député de la Drôme (1962-1978), maire de Valence (1971-1977).
    - Jacques Louis Marie Ribadeau Dumas (1914-1993) épouse Paule Rose Élisabeth van Giersbergen.
      - Didier Louis Marie (1946), haut fonctionnaire puis gérant de sociétés[11]. Il épouse Chantal Giraudet de Boudemange[11].

    - Michel Louis Marie Yves Ribadeau Dumas (1921-1996) épouse Denise Beau (1922-2016).

  - Louis Ribadeau-Dumas (1876-1951), pédiatre, membre de l'Académie nationale de médecine (1936).

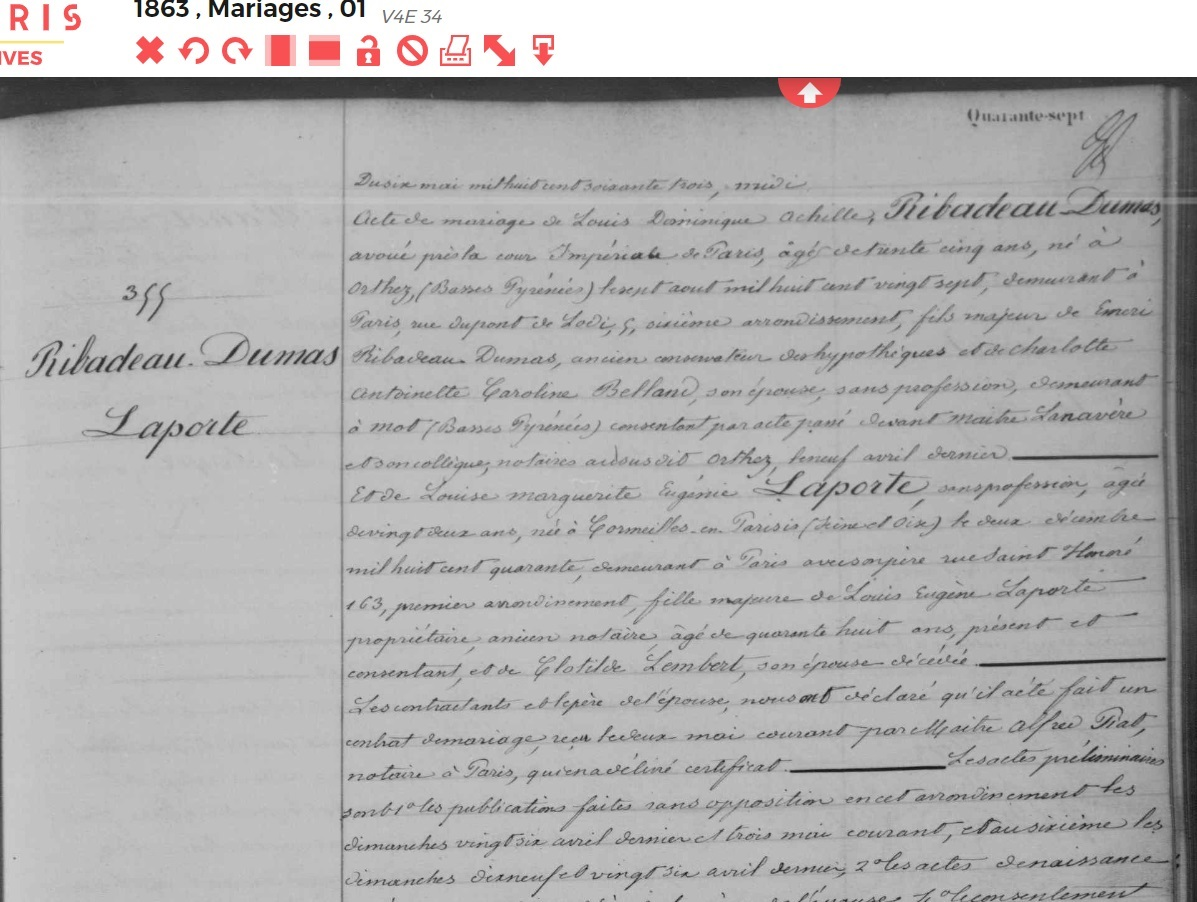
1863.05.06 - Acte de mariage de Louis Dominique Achille Ribadeau-Dumas et de Louise Marguerite Eugénie Laporte.
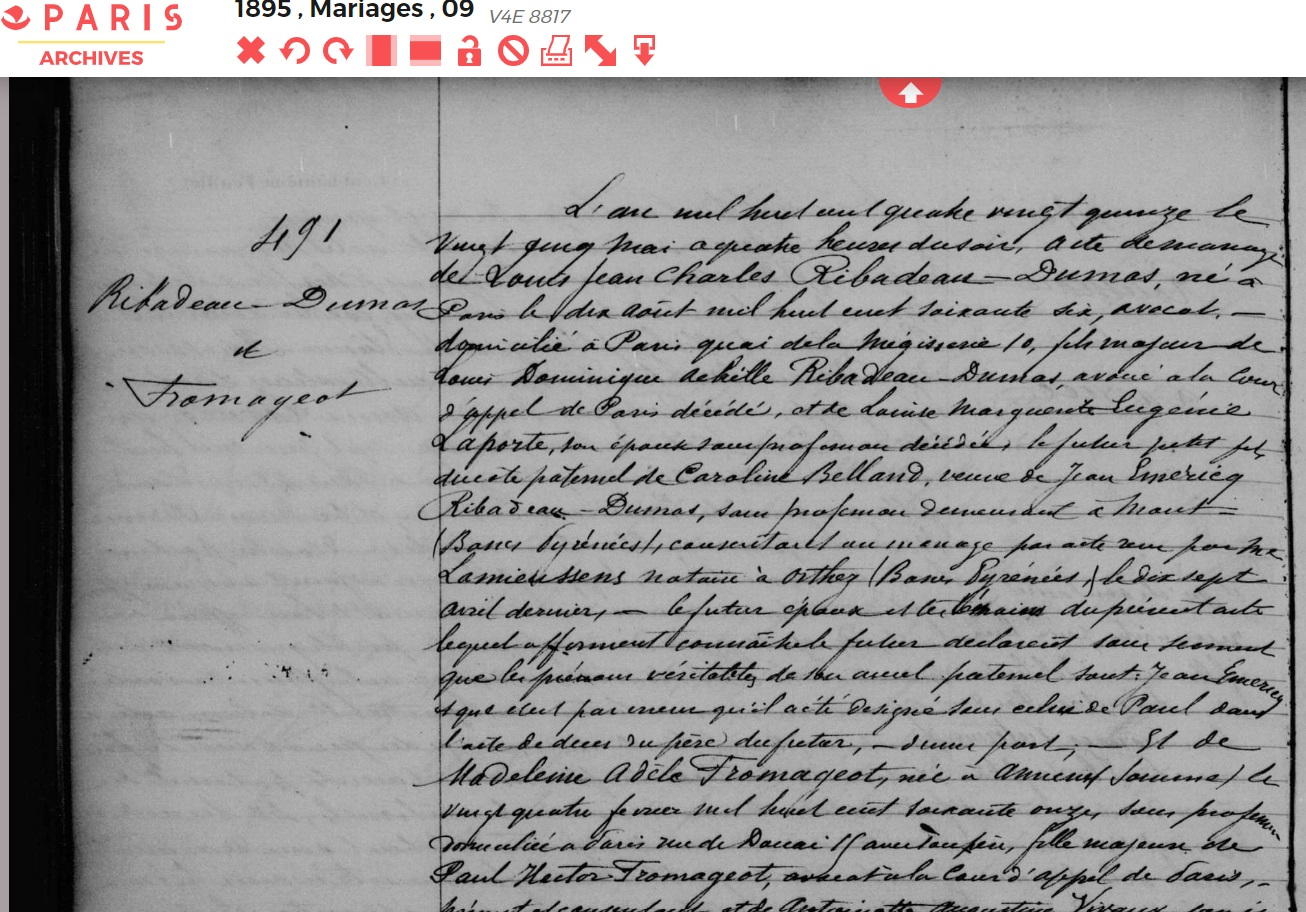
1895.05.25 - Acte de mariage de Louis Jean Charles Ribadeau-Dumas et de Madeleine Adèle Fromageot.
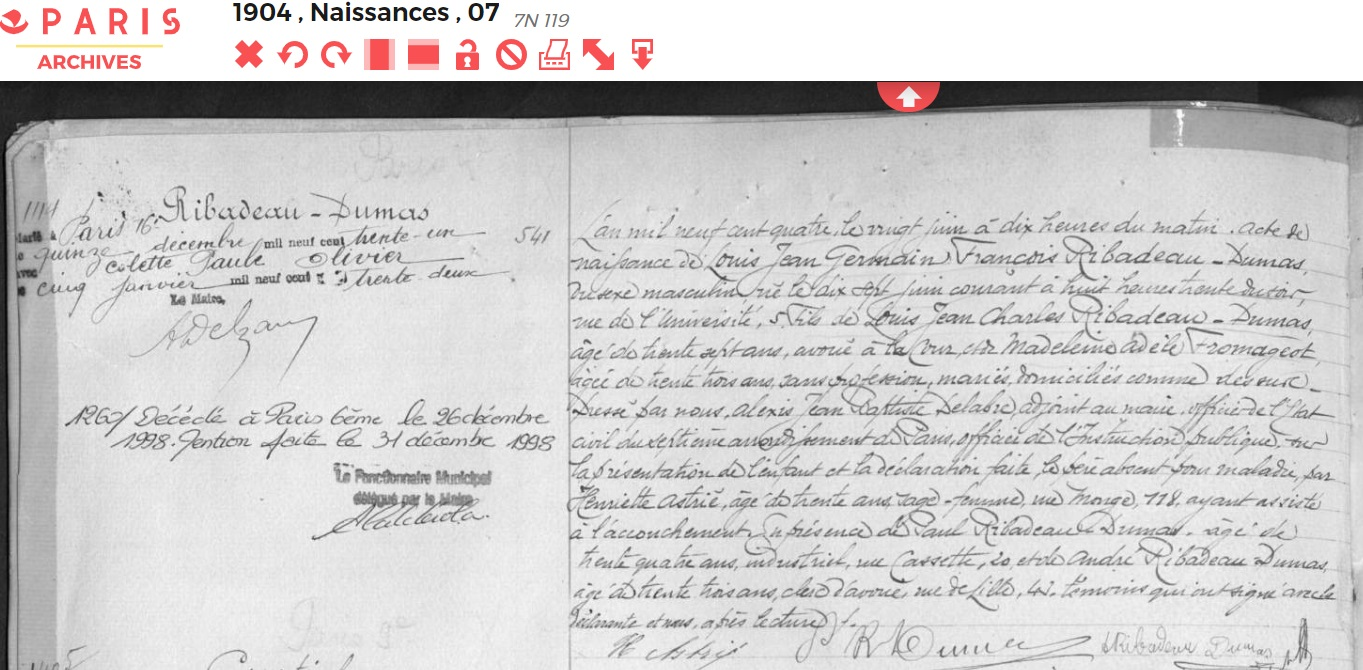
1904.06.17 - Acte de naissance de Louis Jean Germain François Ribadeau-Dumas.

## Pour approfondir